# هانس کرک
هانس کرک (انگلیسی: Hannes Kirk; ۳ مارس ۱۹۲۴ – ۲۰ نوامبر ۲۰۱۰) بازیکن فوتبال اهل آلمان بود.
از باشگاه‌هایی که در آن بازی کرده‌است می‌توان به باشگاه ورزشی وردر برمن و باشگاه فوتبال هانوفر ۹۶ اشاره کرد.
وی همچنین در تیم ملی فوتبال آلمان بازی کرده‌است.